# 觸肢
觸肢（英語：Pedipalp），又稱為鉗足、鬚肢、顎肢，為螯肢亞門成員（包含蜘蛛、蠍子、鱟與海蜘蛛等在內的一群節肢動物）的第二對附肢，位於螯肢之後，第一對步足之前。

## 總覽
觸肢具有六個肢節，依序為：底節、轉節、股節、膝節、脛節與跗節。蜘蛛觸肢的底節特化形成了其下顎(maxilla)，又稱為顎葉。觸肢本身多半是作為觸覺器官使用，某些種類（例如：蠍子）則特化成螯夾，可以協助捕捉獵物。
傳統上認為觸肢與昆蟲及甲殼亞門的大顎為同源，然而近年的研究（利用同源異形基因）顯示，觸肢可能其實與甲殼亞門的第二對觸角為同源。

## 螯狀觸肢
鞭蠍、蜱蛛、蠍子與擬蠍的觸肢為螯狀，但是螯狀觸肢與鱟的螯夾並非同源。螯狀觸肢多半用於捕捉與固定獵物，擬蠍的觸肢上具有毒腺，可進一步麻痺獵物。

## 蜘蛛觸肢
蜘蛛觸肢的分節數與步足相同，但前端不具有爪，多半用來感測特定化學物質，具有味覺與嗅覺功能。性成熟的公蜘蛛，其觸肢跗節（最末端一節）會膨大，形成交接器（或稱儲精囊），在交配時會利用觸肢將精子送入至母蛛的外雌器之中。膨大觸肢在不同種類的蜘蛛中有結構上很大的差異，也因此常被科學家用來當作分類的依據。

## 外部連結
- 维基共享资源上的相關多媒體資源：觸肢